# 奥利瓦尔 (加亚新城)
奥利瓦尔是葡萄牙波尔图区的一个堂区。总面积7.96平方公里，总人口5616人，人口密度705.5人/平方公里。